# Międzymózgowie
Międzymózgowie (łac. diencephalon) – część mózgowia kręgowców zawierająca trzecią komorę mózgu. Po obu stronach zlokalizowane jest wzgórze podzielone na wiele jąder. Do tylnej powierzchni wzgórza przywierają ciała kolankowate (corpora geniculata) zawzgórza.
Sklepienie trzeciej komory (nadwzgórze) różnicuje się na narządy szyszynkowe: szyszynkę, narząd przyszyszynkowy, czołowy i ciemieniowy. Dno trzeciej komory (podwzgórze) składa się z części wzrokowej (przysadka, lejek, pasma wzrokowe i ich skrzyżowanie) i sutkowatej. Międzymózgowie położone jest między spoidłem mózgu przednim i tylnym.
Międzymózgowie dzieli się na: 
- wzgórzomózgowie, w skład którego wchodzi nadwzgórze (tu szyszynka i uzdeczki), wzgórze oraz zawzgórze,
- niskowzgórze, mające dwie grupy neuronów, a mianowicie jądra niskowzgórzowe, mające połączenie z gałką bladą oraz istotą czarną oraz warstwę niepewną, będącą przedłużeniem ku przodowi tworu siatkowatego mózgu,
- podwzgórze, tu od strony podstawy mózgowia widoczne są ciała suteczkowate oraz guz popielaty wraz z lejkiem łączącym się z przysadką. Po bokach znajdują się pasma wzrokowe; podwzgórze wytwarza dno i dolną część ściany bocznej komory III.

## Funkcje
- Ośrodek regulacji metabolizmu.
- Otrzymywanie informacji czuciowych ze wszystkich układów czuciowych z wyjątkiem węchowego i wysyłanie połączenia do kory, jąder podstawy i podwzgórza.
- Bardzo istotna rola w integracji informacji czuciowych i ruchowych.
- Wzgórze jest podstawowym ośrodkiem czucia powierzchniowego.
- Narządy szyszynkowe pełnią funkcję wewnątrzwydzielniczą lub są wrażliwe na światło.
- Podwzgórze jest nadrzędnym ośrodkiem układu autonomicznego.
- Przysadka jest między innymi gruczołem dokrewnym.